# Balsfjord
Balsfjord (en sami septentrional: Báhccavuotna, en kven: Paatsivuono) es un municipio de la provincia de Troms, Noruega. Tiene una población de 5701 habitantes según el censo de 2016 y su centro administrativo se encuentra en Storsteinnes. Otras localidades cercanas son Mestervik, Mortenhals, y Nordkjosbotn.
El municipio está rodeado por dos fiordos, Malangsfjorden y Balsfjorden, que a su vez también están rodeados por zonas agrícolas en las faldas de las montañas en el límite sur de los Alpes de Lyngen.

## Información general
Balsfjord fue en un principio parte del distrito gran Tromsøe, pero se separó en 1860. En ese entonces tenía una población de 3.610 habitantes, pero en 1871, Malangen se separó y Balsfjord quedó con 2255 habitantes. En 1875, una parte de Lyngen fue transferida a Balsfjord y en 1905, un sector de Balsfjord fue fusionada con Målselv.
En 1964, se produjo la fusión con el municipio de Malangen para formar otro mayor, y la zona de Skogli ved Heia fue trasladada a Målselv y la granja de Elvebakken a Storfjord. En 1966, Sørelvmo fue cedida a Målselv.

### Nombre

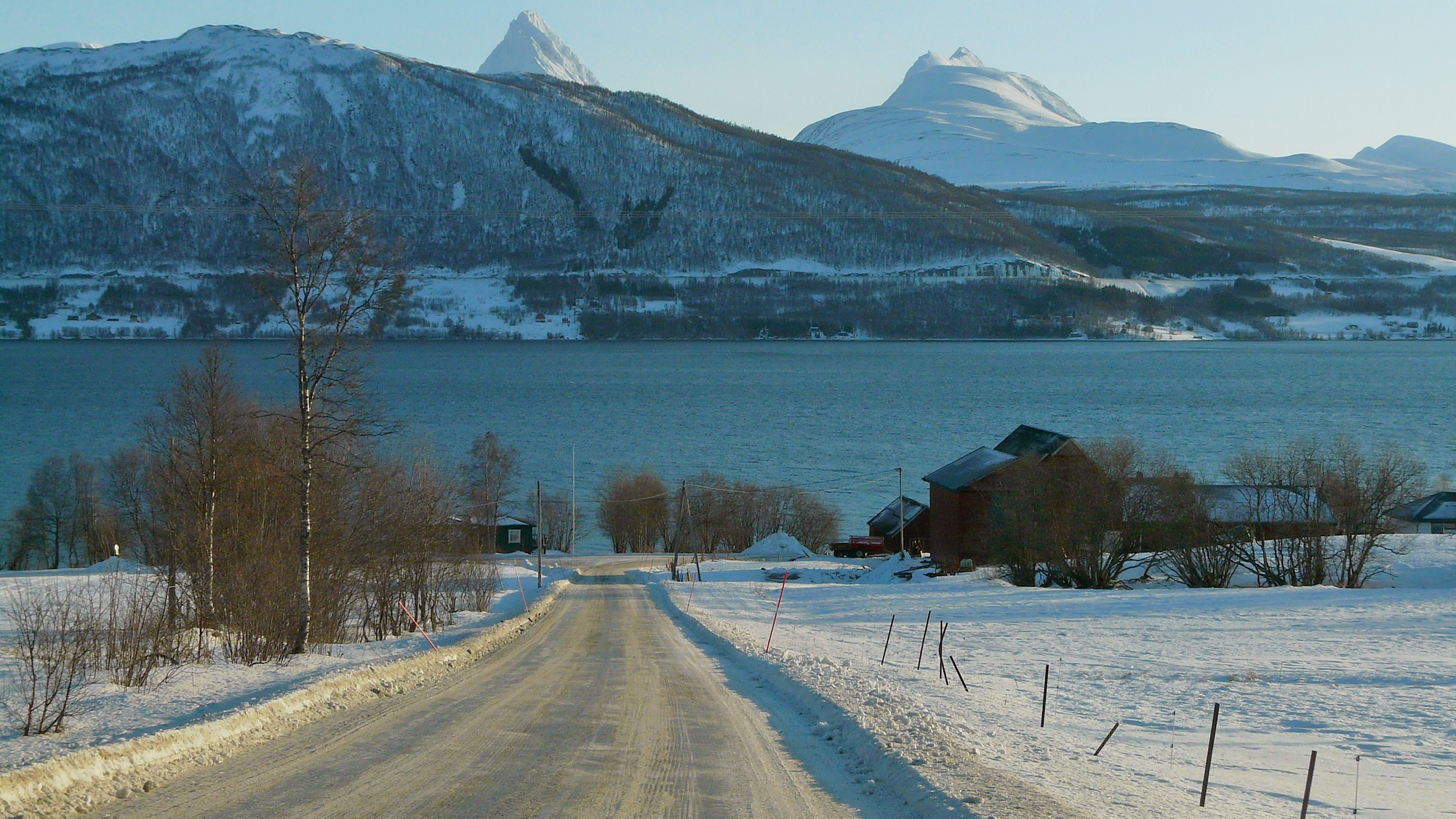
Parte de Balsfjord en febrero.

Toma el nombre del fiordo Balsfjorden (en sami septentrional: Báhccavuotna). El significado es desconocido, pero se asocia con el dios nórdico Balder o la palabra en nórdico antiguo bals, que significa «terrón».

### Escudo
Su escudo es moderno y data de 1986.  El mismo muestra un arado sobre un fondo rojo. Ello simboliza el hecho que la principal actividad en el municipio es la agricultura. El arado hace referencia a que es la zona más septentrional de Noruega donde crecen cereales.

### Iglesias
La Iglesia de Noruega tiene 2 sedes en la zona. Forman parte de la diócesis de Nord-Hålogaland.
| Parroquia (sokn) | Nombre de la iglesia    | Ubicación    | Año de construcción |
| ---------------- | ----------------------- | ------------ | ------------------- |
| Balsfjord        | Iglesia de Balsfjord    | Balsfjord    | 1856                |
| Balsfjord        | Iglesia de Nordkjosbotn | Nordkjosbotn | 1987                |
| Balsfjord        | Capilla de Storsteinnes | Storsteinnes | 1968                |
| Malangen         | Iglesia de Malangen     | Mortenhals   | 1853                |
| Malangen         | Capilla de Mestervik    | Mestervik    | 1968                |

## Historia

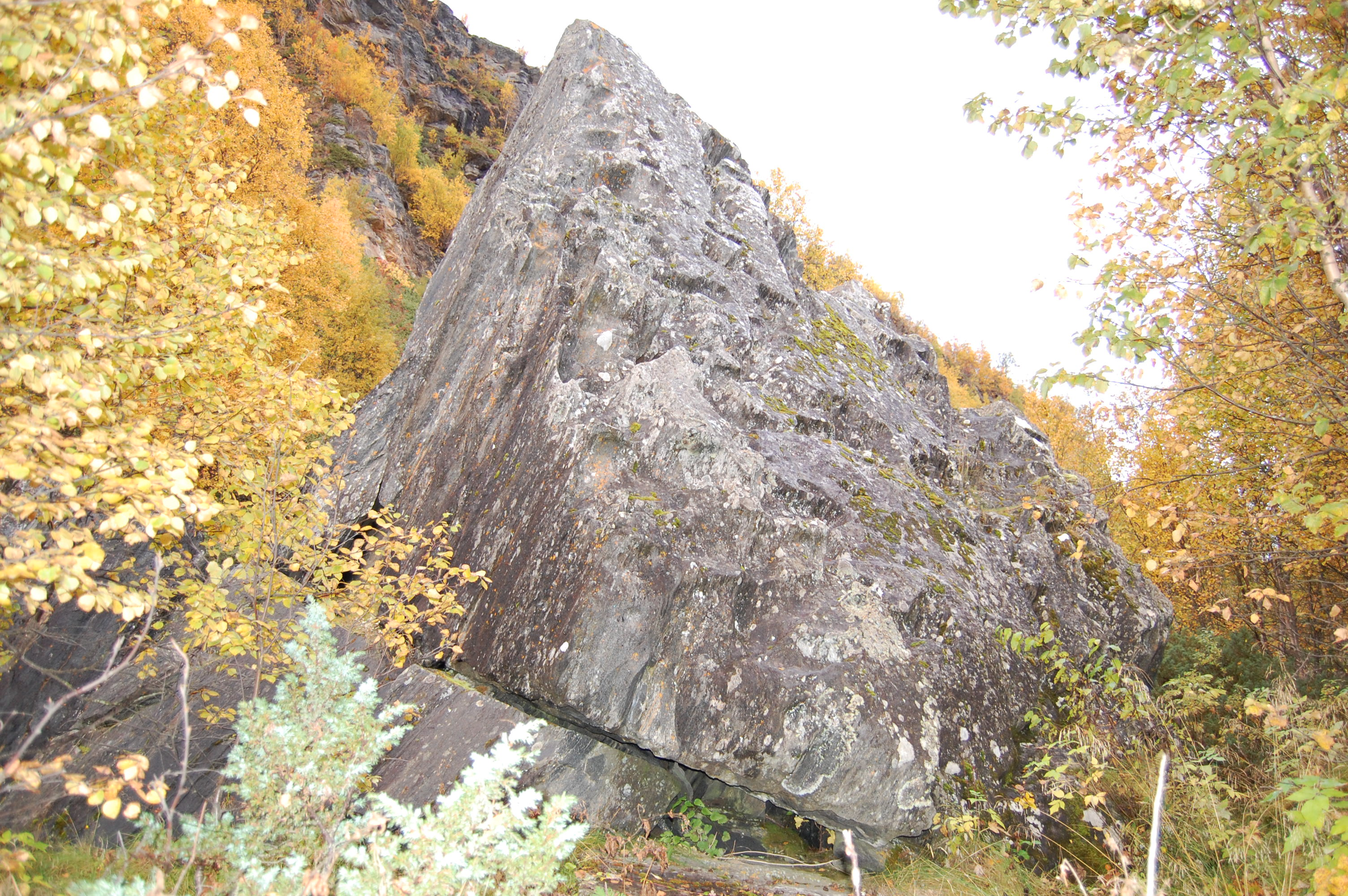
Stabben: Una piedra anteriormente utilizada como sitio de adoración por los lapones. Localizado en Sand.

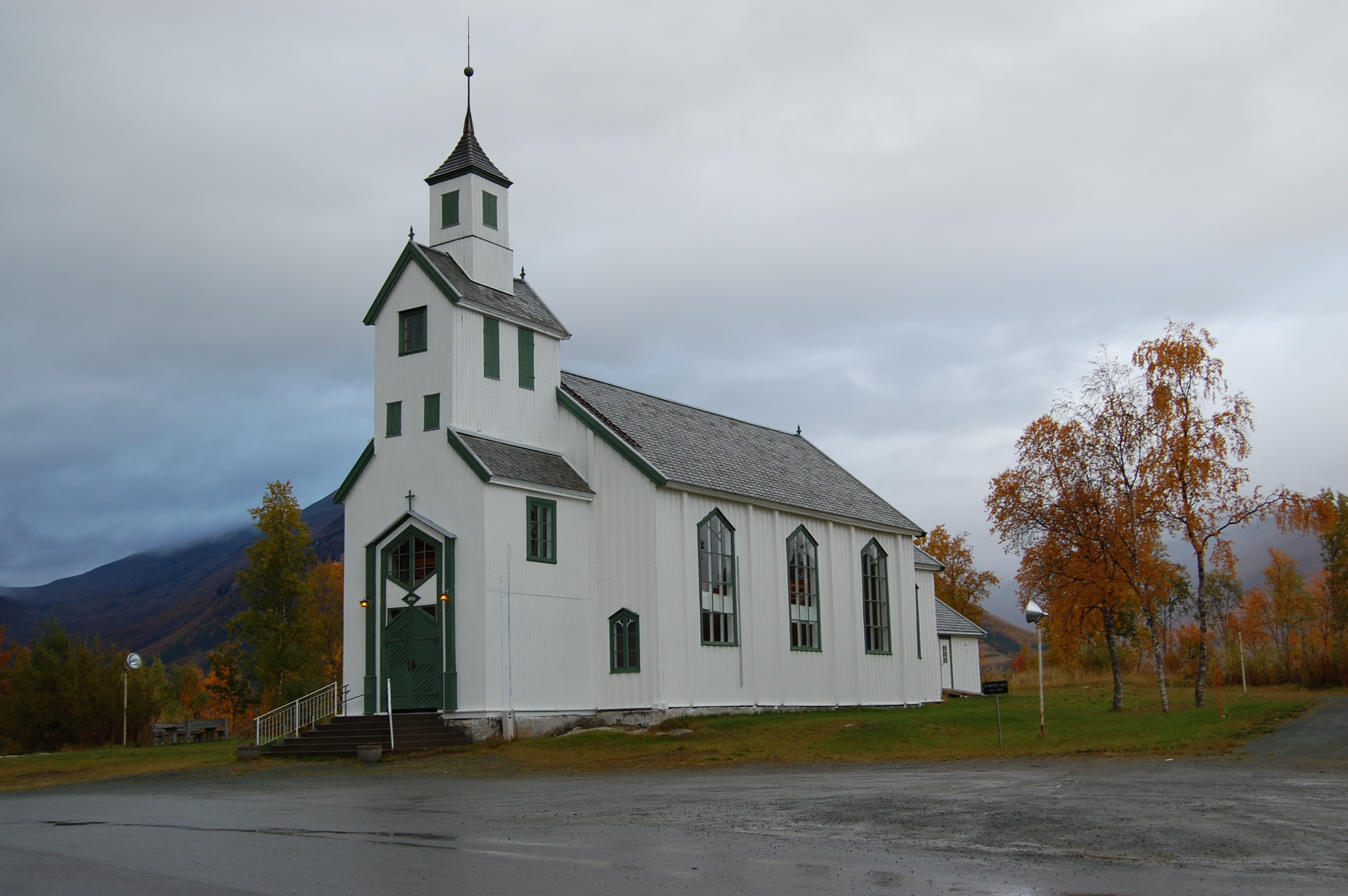
Iglesia de Balsfjord.

Los lapones eran los habitantes originales, hasta que en el 1800 colonos finlandeses, llegaron de la costa provenientes del sur de Noruega. A comienzos del siglo XXI solo sobreviven algunos rasgos de la cultura Samin. Desde el siglo XVIII hasta el siglo XX, se asentaron aquí cazadores peleteros, mientras operaban en el Ártico, cazando desde Groenlandia hasta Nueva Zembla.

## Economía
La agricultura es la industria más importante, aunque existe también industria manufacturera. La compañía Tine posee una sede en Storsteinnes, siendo uno de los puntos más importantes de producción de geitost. Igualmente producen queso de leche de cabra. 

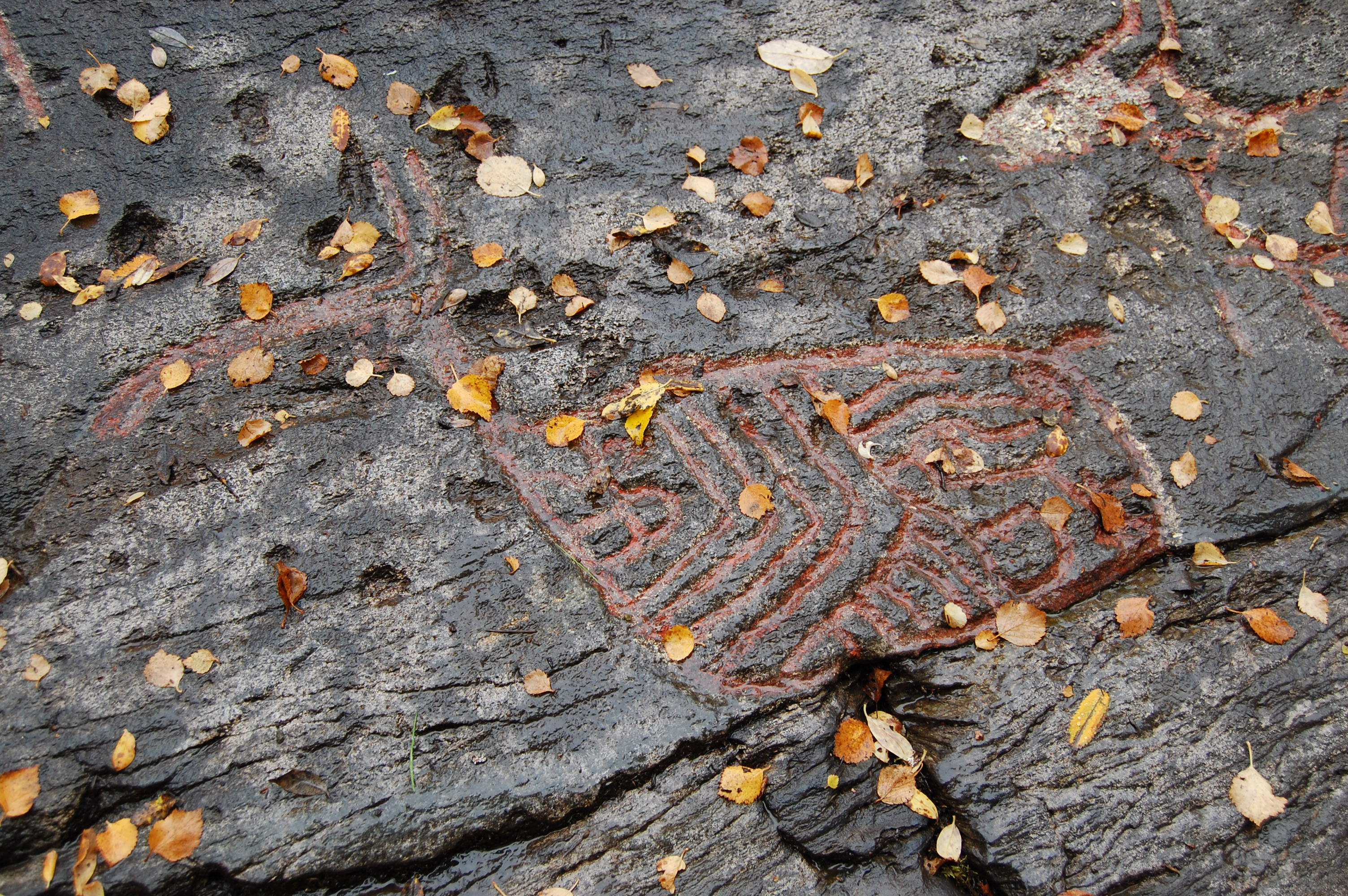
Rocas talladas de hace 4600 años en Tennes.

## Transporte
Las rutas europeas E6 y E8 se unen en Nordkjosbotn, siendo un cruce de caminos importante.

## Atracciones
Aparte de los paisajes, existen tallados de hace 6000 años en Tennes (cerca de la iglesia de Balsfjord), el antiguo centro de comercio de Nordby, un campamento lapón en Heia abierto en verano y el aserradero de Aursfjord. Existe otra conjunto de tocas grabadas en Åsli.

## Gobierno
El municipio se encarga de la educación primaria, asistencia sanitaria, atención a la tercera edad, desempleo, servicios sociales, desarrollo económico, y mantención de caminos locales.

### Concejo municipal
El concejo municipal (Kommunestyre) tiene 19 representantes que son elegidos cada 4 años y estos eligen a un alcalde. Estos son:

### Balsfjord Kommunestyre 2015-2019
| Partido                     | Número de representantes |
| --------------------------- | ------------------------ |
| Partido Laborista           | 10                       |
| Partido del Progreso        | 2                        |
| Partido Conservador         | 3                        |
| Partido Demócrata Cristiano | 1                        |
| Partido de Centro           | 3                        |

## Personas notables
Personas que han vivido o nacido en Balsfjord:
- Andreas Beck (1864–1914), explorador.
- Gunda Johansen (1952), político.